# Hans Johansen Lindenov (1542-1596)
 Der er flere personer med dette navn, se Hans Johansen Lindenov.
Hans Johansen Lindenov (1542 – 23. maj 1596 på Fyn), dansk lensmand på Hindsgavl. Han ejede Hundslund, Gavnø og Borgeby i Skåne.
Han var søn af Hans Johansen Lindenov og Rigborg Tinhuus. 
Han var i årene 1560-61 hofjunker, deltog senere i Den Nordiske Syvårskrig og tjente under den jyske fane i Slaget ved Axtorne 1565, hvor han blev såret. Fra 1569-73 var han lensmand på Silkeborg og senere, fra 1574 til sin død, lensmand på Hindsgavl; som lensmand deltog han i undersøgelserne imod Eiler Brockenhuus. 
Ofte blev han beordret at følge kongen udenlands, kongelige rejseplaner, der som oftest ikke blev til alvor; dog var han 1580 i kongens følge til hertug Hans den ældres begravelse, og i 1590 ledsagede han enkedronning Sophie til Braunschweig. 
Han var en meget velstående mand, hvis navn er knyttet til adskillige hovedgårde; hans gods blev anslået til omkring 8000 tdr. hartkorn. I 1579 tilbyttede han sig Ormstrup (senere også Friisholt) fra Kronen, men afstod året efter igen denne gård sammen med Østergård (Houlbjerg Herred) til kongen som vederlag for Hundslund Kloster. I 1584 handlede han på ny med Kronen, idet han købte Gavnø, men solgte sin slægts gamle stamsæde Fovslet. I 1589 købte han endvidere Borgeby (eller Borreby) i Skåne.
Hans enke, Margrethe Ottesdatter Rosenkrantz (1552 – 27. januar 1635), lod i sin sorg over hans død fængsle den bartskær fra Odense, under hvis hånd manden var død, og bartskæren måtte bede om kongens hjælp for at blive sat fri. 
Med hustruen fik han følgende børn:
- 1573 Hans Johansen Lindenov, Fovslet Vejle Amt
- 1575 Otte Hansen Lindenov, Fovslet Vejle Amt
- 1577 Rigborg Hansdatter Lindenov, Helsingborg i Skåne
- 1579 Holger Lindenov
- 1581 Birgitte Hansdatter Lindenov, Hindsgavl Gods,
- 1583 Laurids Hansen Lindenov Hindsgavl Gods,
- 1589 Sophie Hansdatter Lindenov, Hindsgavl Gods.